# Psychotria nivea
Psychotria nivea är en måreväxtart som först beskrevs av Noel Yvri Sandwith, och fick sitt nu gällande namn av Julian Alfred Steyermark. Psychotria nivea ingår i släktet Psychotria och familjen måreväxter. Inga underarter finns listade i Catalogue of Life.